# Mileto
Mileto község (comune) Olaszország Calabria régiójában, Vibo Valentia megyében.

## Fekvése
A megye déli részén fekszik. Határai: Candidoni, Dinami, Filandari, Francica, Gerocarne, Jonadi, San Calogero, San Costantino Calabro, Serrata és Rosarno.

## Története
A települést a bizánciak alapították, noha a történészek szerint valószínűleg a Magna Graeciába érkező görög telepesek alapíthatták, már az ókorban. A 11.  században a normann Szicíliai Királyság része lett és egyben a Hauteville Roger grófságának székhelye. A középkor során a milétói egyházmegye központja  volt, amelyet 1986-ban egyesítettek a nicoterai és tropeai egyházmegyékkel. Középkori épületeinek nagy része az 1783-as calabriai földrengésben elpusztult. A földrengés túlélői, a romokban heverő települést újjáépítése helyett, annak közelében építették fel az új Miletót. A 19. század elején vált önálló községgé, amikor a Nápolyi Királyságban felszámolták a feudalizmust.

## Népessége
A népesség számának alakulása

## Főbb látnivalói
- Santa Maria della Cattolica-templom
- San Nicola di Bari-katedrális